# 러브 익스포저
《러브 익스포져》(Love Exposure, 원제: 愛のむきだし 아이노 무키다시[*])는 실화를 기반으로 출판된 2008년 소설이자 이를 원작으로 2009년에 개봉된 일본의 영화이다. 2009년 1월 31일, 도쿄 시부야의 시부야 유로 스페이스 2 등에서 개봉이 시작됐다.
소노 시온 감독의 23번째 작품으로, 2008년 제9회 도쿄 필멕스에서 관객 투표로 선정되는 '아니에스베 어워드'를 수상했으며, 2009년 제59회 베를린 국제 영화제에 출품되어 〈카리가리상〉, 〈국제비평가연맹상〉을 받았다. 제83회 키네마 준보 베스트 10에서 주연 니시지마 다카히로가 〈신인남우상〉, 조연 미쓰시마 히카리가 〈여우조연상〉을 수상하며 일본 영화 베스트 10에서 제4위를 차지했다. 제64회 마이니치 영화 콩쿠르에선 〈감독상〉에 소노 시온, 〈스포니치 그랑프리 신인상〉에 니시지마와, 미쓰시마가 각각 뽑혔다. 또 《영화예술》지의 비평가가 뽑은 2009년도 베스트 10에서 제1위를 차지했다.

## 개요
20년 전에 감독이 알고 지냈던 〈도촬의 프로〉가 신흥 종교에 빠진 동생을 탈회시긴 경험을 바탕으로, 자신의 체험과 취재한 내용을 포함해 3시간 57분에 이르는 순수하고 장렬한 연애 서사이다. 개봉 후에 발매된 DVD 본편은 2장으로 나눠져있다.
작품의 주요 인물인 젊은이 3명 (유(니시지마 다카히로) 유코(미쓰시마 히카리) 코이케(안도 사쿠라))의 공통점은 부모의 사랑이 결핍된 것으로, 그 사랑을 채우기위해 변태 행위, 폭력, 종교 등에 빠져있다. 따라서 도촬, 팬티 노출, 레즈비언, 발기 등의 요소가 등장하기 때문에 R-15 등급을 받았다.
상영 시간이 237분으로 길어, 개봉 당시 상영 중간에 휴식 시간(인터미션)이 있었다.

## 줄거리
기독교인 가정에서 자란 남자 고등학생 혼다 유 (니시지마 다카히로)는 어렸을 때 돌아가신 어머니의 '언젠가 마리아같은 사람을 만나라'는 말을 잊지 않고 상냥한 신부인 아버지 테츠 (와타베 아쓰로)와 둘이서 행복하게 생활하고 있다.
그러던 어느날 아버지 테츠에게 애인 카오리 (와타나베 마키코)가 생기고, 성직자이면서도 타락한 생활을 하게 된다. 카오리가 떠나고 총격을 받은 아버지는 성격이 변하게 된다. 유는 테츠에게 매일 참회를 강요받게 되자 아버지와의 인연을 잃고싶지 않아 여러 죄를 짓기 시작한다. 죄를 지어가는 가운데 아버지게에 용서받을 수 없는 그리스도의 가르침에 반하는 범죄가 있었는데 그것은 여성의 사타구니를 노리는 도촬이었다.

## 출연진
- 니시지마 다카히로 - 혼다 유
- 미쓰시마 히카리 - 오자와 요코
- 안도 사쿠라 - 아야
- 와타나베 마키코 - 카오리
- 와타베 아쓰로 - 혼다 테츠
- 오노우에 히로유키 - 타카히로
- 시미즈 유타카 - 유지
- 나가오카 다스쿠 - 선배
- 나카무라 마미 - 유의 어머니
- 이와마쓰 료 - 붓카케사 사장
- 후키코시 미쓰루 - 구제회의 신부
- 호리베 케이스케 - 요코의 아버지

## 제작진

### 음악
- 주제가·삽입곡 - 〈구도데스〉 유라유라 데이코쿠
- 삽입곡 - 〈우쓰쿠시이 (Album Version)〉, 〈쓰기노 요루에〉 유라유라 데이코쿠
- 삽입곡 - 〈도모시비〉 〈Free Dee〉 〈Theme of Sante Marta〉 〈Free Dee / Dicky Curve & Right Chan Mix〉 하라다 도시히데

## 수상
수상한 상은 다음과 같다.
베를린 국제 영화제
- 칼리가리상 - 소노 시온
- 국제비평가협회상 - 소노 시온

판타지아 영화제
- 최고의 아시아 영화 - 소노 시온
- 심사위원상: 최고의 여배우 - 미츠시마 히카리
- 가장 독창적인 영화 - 소노 시온
- 심사위원 특별상 - 소노 시온

호치 영화상
- 신인상 - 미츠시마 히카리

키네마 준보상
- 신인상 - 니시지마 타카히로
- 여우조연상 - 미츠시마 히카리

마이니치 영화 콩쿠르
- 감독상 - 소노 시온
- 스포니치 그랑프리: 신인상 - 니시지마 타카히로 & 미츠시마 히카리

요코하마 영화제
- 신인상 - 미츠시마 히카리
- 여우조연상 - 안도 사쿠라

후보에 오른 부문은 다음과 같다.
아시아 태평양 스크린 어워드
- 감독 공로상 - 소노 시온

아시안 필름 어워드
- 감독상 - 소노 시온